# Okoy
El ukoy u okoy es un buñuelo de origen filipino cuya masa está elaborada con harina de arroz glutinoso (llamada galapong), gambas pequeñas (camarones), y varias verduras tales como calabaza (zapallo), camote (batata), mandioca (yuca), brotes de soya verde (frijol mungo), cebolleta, zanahoria cortadas en juliana, cebolla y/o papaya verde. Los okoys son una popular comida callejera en Filipinas, junto con otras frituras como los kalamares o el camaron rebosado, y es tradicional acompañar el okoy con salsa para mojar a base de vinagre, y se comen solos o con arroz blanco. Son populares para el desayuno, los bocadillos o los aperitivos. Los okoy a veces se tiñen de naranja brillante con semillas de achiote (achuete en filipino).
Existen muchos tipos de okoys; a veces los camarones se  reemplazan con peces pequeños o calamares. La masa del okoy también se puede preparar con harina de trigo, harina de arroz o una mezcla de huevo y maicena. También puede referirse a tortillas hechas con puré de calabaza o camote, con o sin camarones.

## Etimología

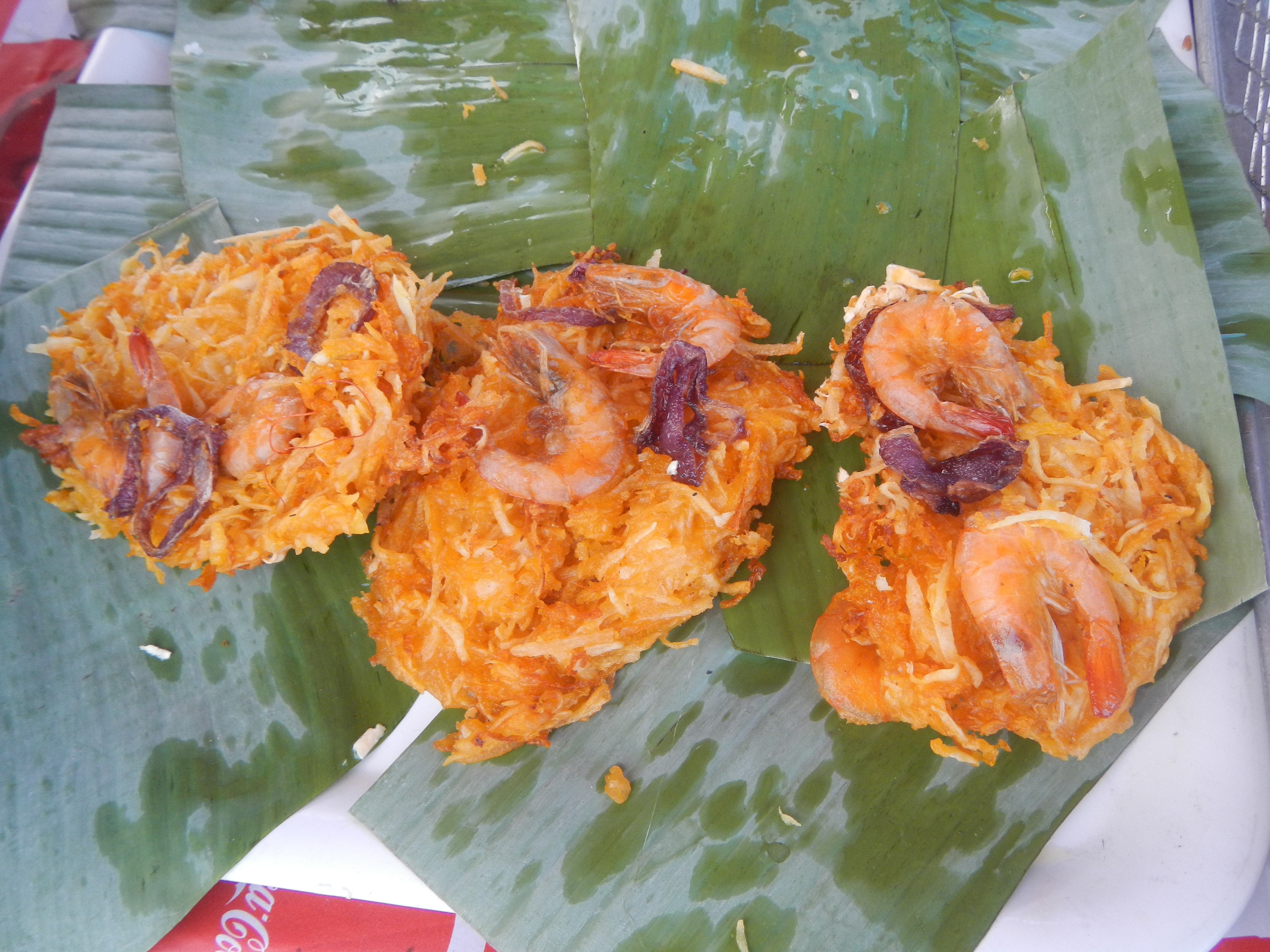
Okoy de camarón vendido durante el Festival Duman de Santa Rita, Pampanga

Según la lingüista filipina Gloria Chan-Yap, okoy proviene del hokkién filipino ō + kuè, que significa 'torta de taro'. Sin embargo, nada tiene que ver ambos platos, ya que el ōkuè hokkién está hecho de taro frito y carne de cerdo picada, mientras que el plato filipino no utiliza ninguno de esos ingredientes. La única similitud es que están fritos y tienen forma de panqueque.

## Descripción
La receta de okoy tradicional más básica utiliza una pequeña cantidad de galapong (harina de arroz glutinoso) como masa, condimentado al gusto con cebolla, ajo, sal y cebolletas. Se mezcla con puré de kalabasa (calabaza) y gambas pequeñas sin cáscara. Se fríen en forma de pequeñas hamburguesas planas hasta que estén doradas. El exceso de aceite se escurre en papel y se sirve cuando está caliente y crujiente. La masa del okoy también se puede mezclar con kamote (batata) o kamoteng kahoy (mandioca), en lugar de o además de calabaza. También se añaden tradicionalmente otros ingredientes, incluidos los brotes de soya verde o frijol mungo (togue) y/o zanahorias en juliana, cebollas, papaya verde, etc. Los okoys a veces se tiñe de naranja brillante con semillas de achuete.
El okoy se puede comer solo o con arroz blanco. Por lo general, se consume como tentempié, aperitivo o desayuno. Se sirve con una salsa para mojar a base de vinagre llamada sinamak (vinagre con chiles labuyos, jengibre, ajo, granos de pimienta y cebolla) o bien pinakurat (vinagre con salsa de pescado, chiles labuyos, granos de pimienta, jengibre, ajo y mangos Carabao secos). Otras salsas comunes son el kétchup de plátano, el kétchup normal, salsas agridulces o incluso mayonesa de ajo.

## Variantes

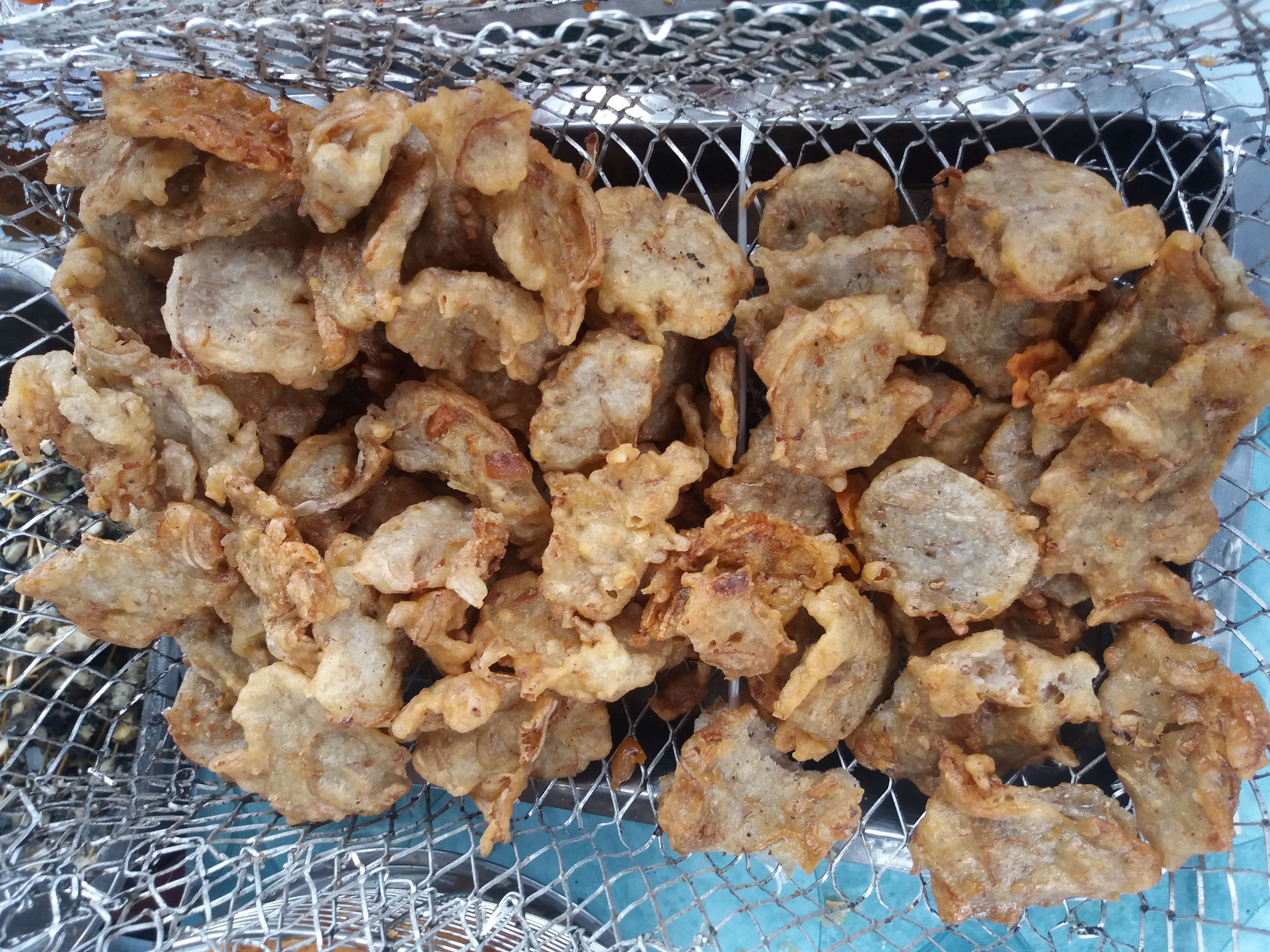
Okoy na puso ng saging, una variante de okoy con flores de banano

Las versiones modernas suelen utilizar harina de trigo o de arroz en vez de galapong. También se puede utilizar huevo mezclado con maicena. El okoy también se usa para referirse a omelets o tortillas de huevos hechas con puré de calabaza (tortang kalabasa) o batata (tortang kamote), con o sin camarones ('gambas' en España).
Hay versiones que no agregan en absoluto los camarones, especialmente cuando se usa puré de calabaza o camote. Se pueden reemplazar con peces pequeños como dilis (anchoas) o dulong (peces fideo), así como calamares o incluso pollo desmenuzado. También se pueden usar camarones más grandes, sin cáscara y en mariposa, y se pueden cocinar al estilo tempura.
Por su versatilidad, del plato se pueden derivar multitud de variantes, las cuales usan ingredientes no tradicionales, como papas, pimientos morrones, pimienta, tokwa (tofu), coco rallado y apulid (castañas de agua). Una variante única del plato utiliza flor de plátano (llamada puso ng saging, literalmente «corazón de banana») cocinadas en masa.
Un plato similar es el tortang dulong o maranay, que es una omelet hecha con pececillos de la familia de los salángidos («peces fideo», llamados dulong en tagalo e ipon, libgao o maranay en bisayano.